# Thysanocarpus curvipes
Thysanocarpus curvipes är en korsblommig växtart som beskrevs av William Jackson Hooker. Thysanocarpus curvipes ingår i släktet Thysanocarpus och familjen korsblommiga växter. Inga underarter finns listade i Catalogue of Life.

## Bildgalleri

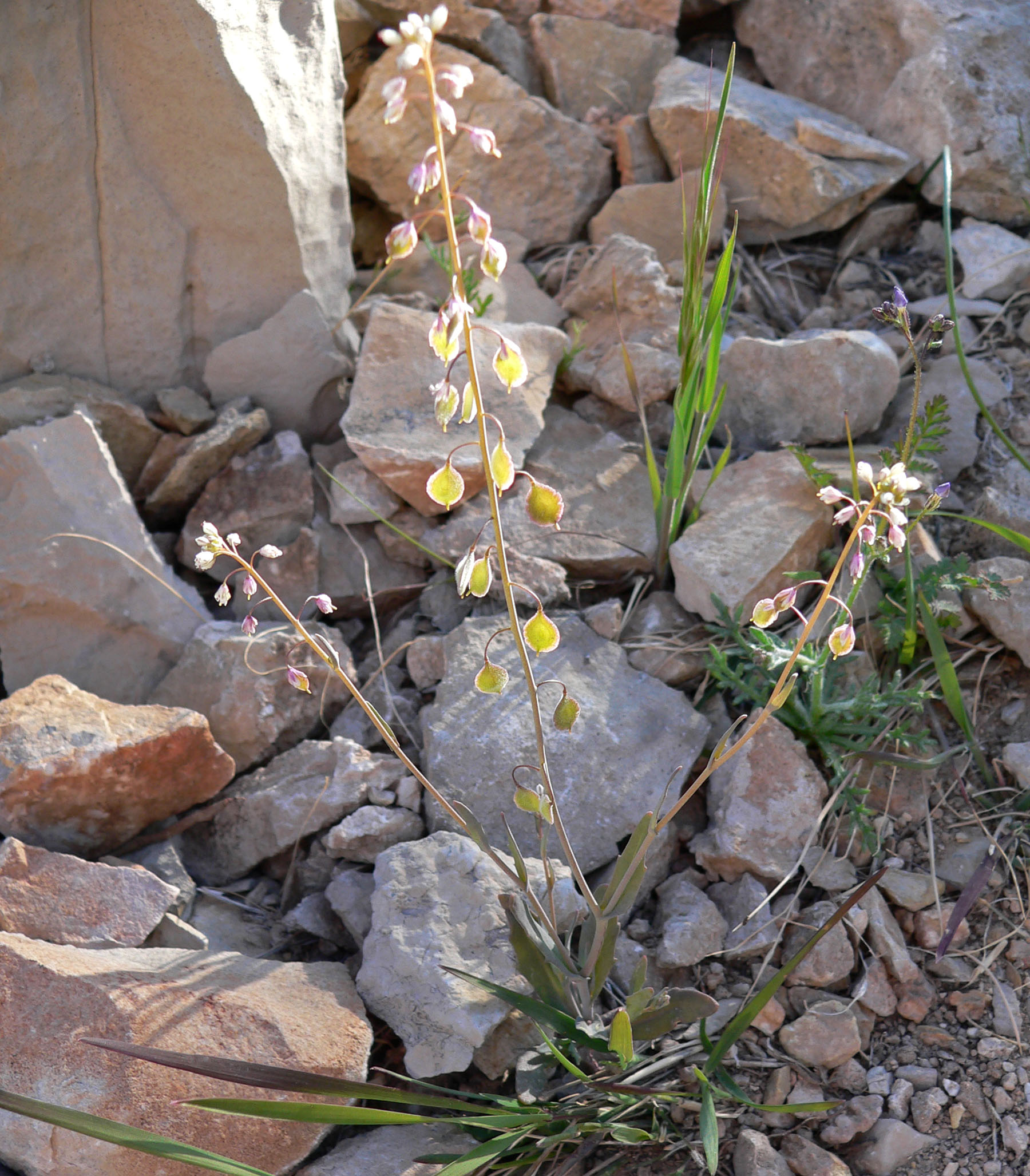
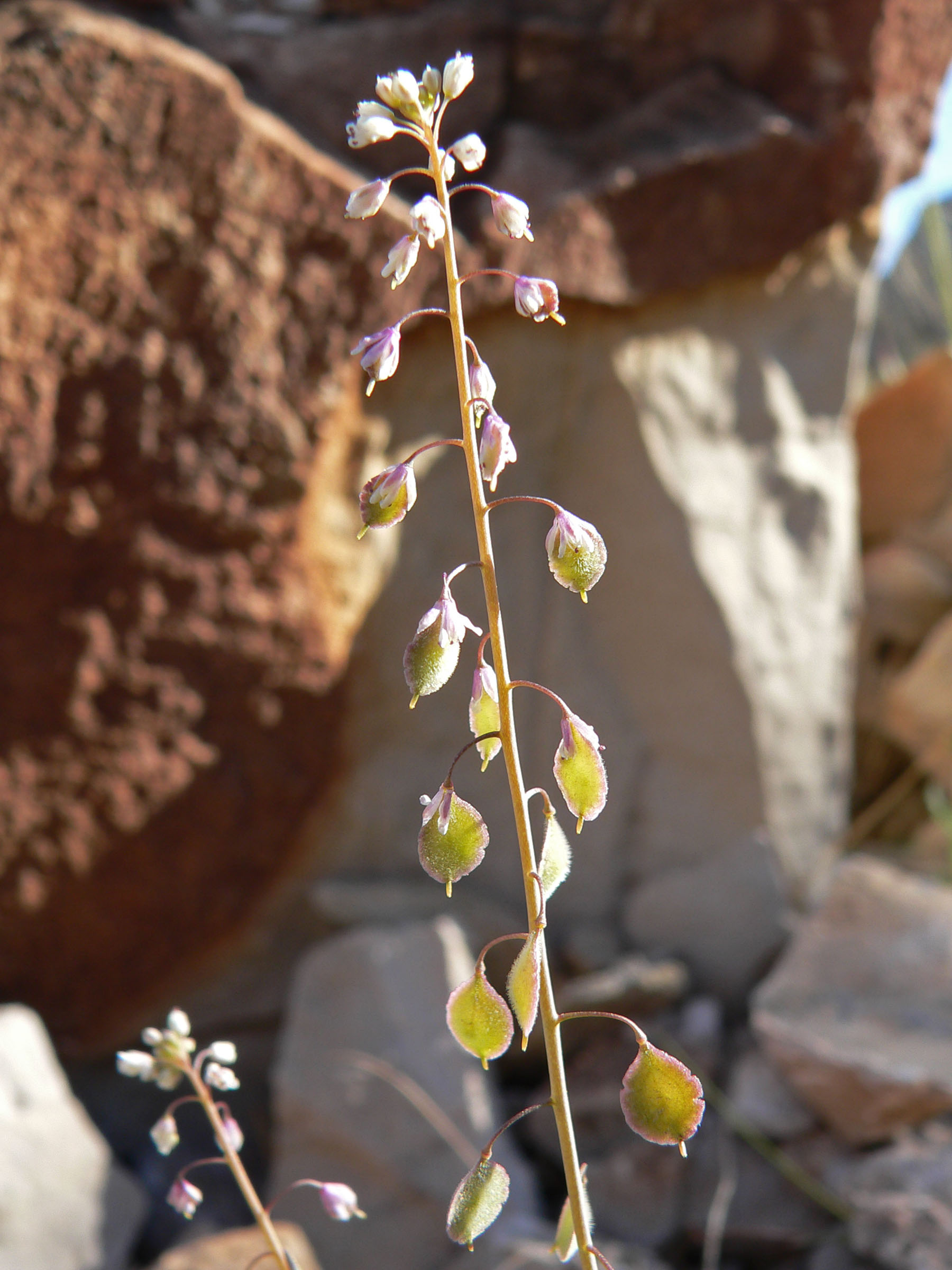
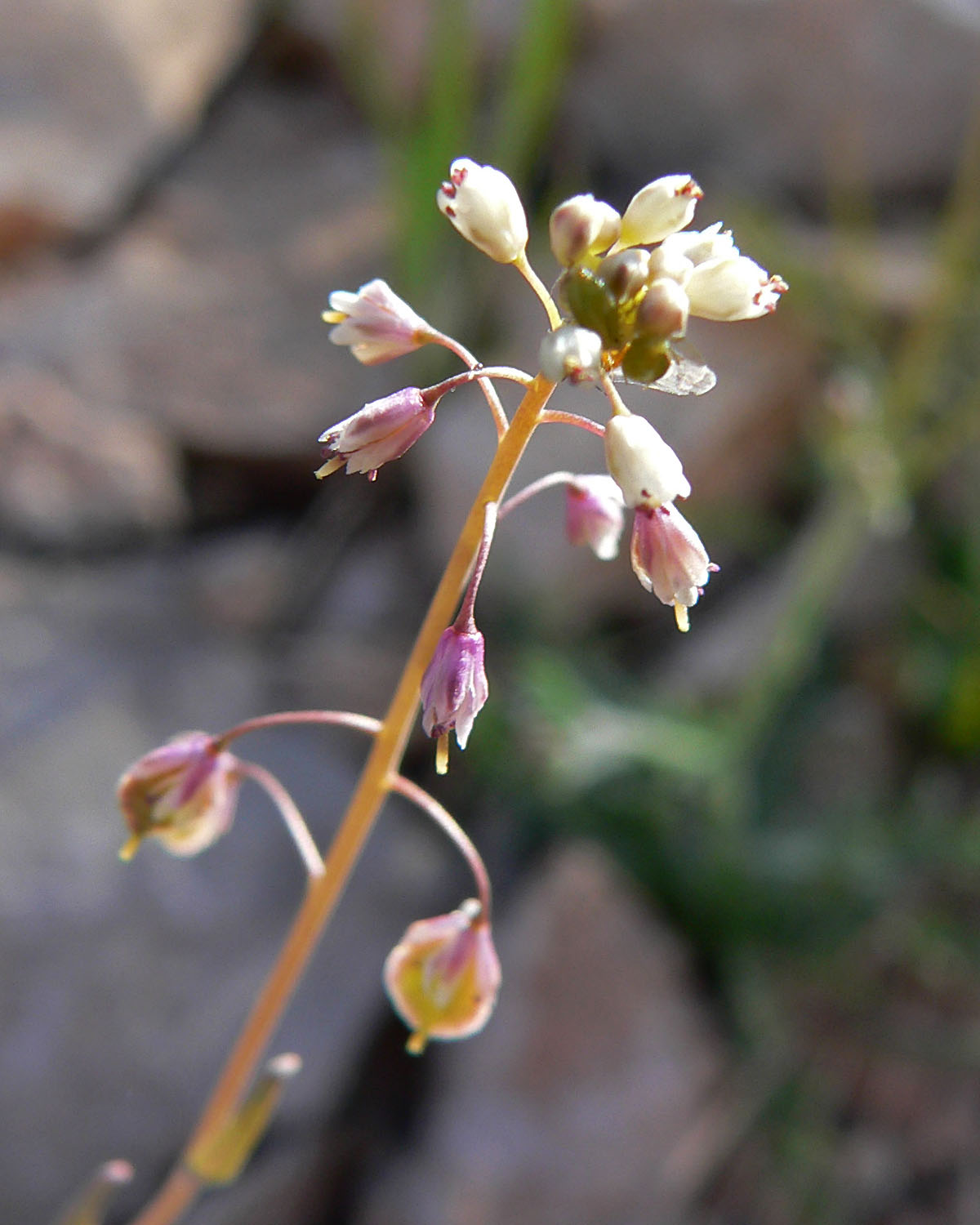
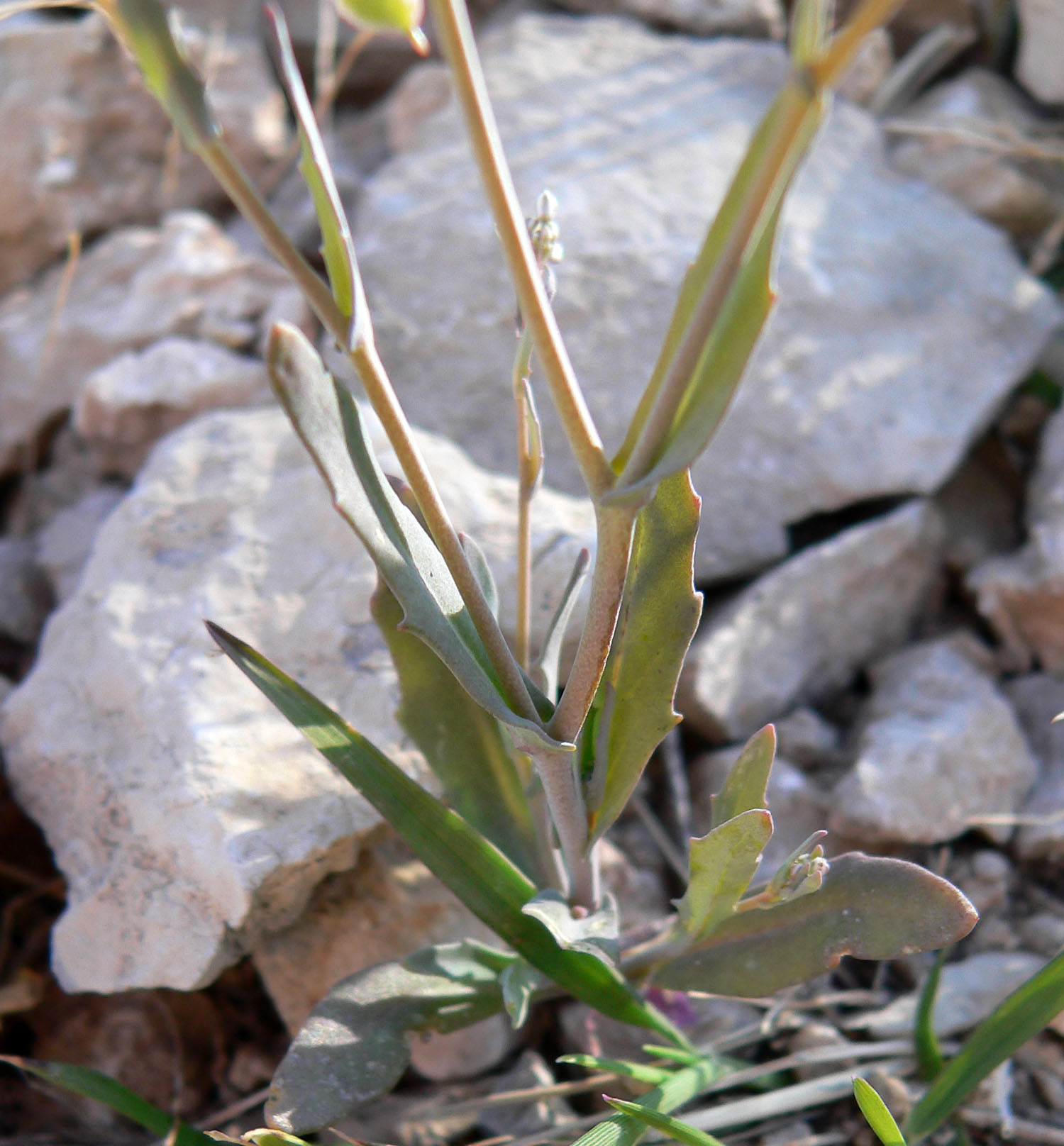
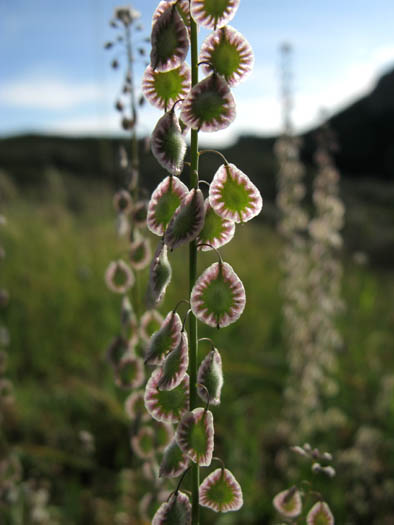